# Icmalides
Icmalides is een geslacht van rechtvleugeligen uit de familie Thericleidae. De wetenschappelijke naam van dit geslacht is voor het eerst geldig gepubliceerd in 1977 door Descamps.

## Soorten
Het geslacht Icmalides omvat de volgende soorten:
- Icmalides angolensis Descamps, 1977
- Icmalides browni Descamps, 1977
- Icmalides chingolensis Johnsen, 1982